# Lufengosaurus
 Lufengosaurus  (chinesisch 祿豐龍 / 禄丰龙, Pinyin Lùfēnglóng) ist eine Gattung prosauropoder Dinosaurier (Prosauropoda) aus dem Unterjura (Hettangium bis Sinemurium) von China.
Ein etwa sechs Meter langes Skelett war das erste vollständige Skelett eines Dinosauriers, das in China ausgestellt wurde. 1958 wurde zu diesem Anlass eine Sondermarke herausgegeben.

## Entdeckung und Artbezeichnung
Der Holotyp war in der Unteren Lufeng-Formation in Südwestchina im Kreis Lufeng der Provinz Yunnan entdeckt worden. Chung Chien Young (C. C. Young, eigentlich Yang Zhongjian) beschrieb ihn 1941 als Typusart L. huenei. 1947 beschrieb er eine zweite Art als L. magnus. Dieses Tier war bis zu einem Drittel größer als L. huenei (lat. magnus „groß“).

## Systematik
Im Jahr 1981 hatte Cooper vorgeschlagen, Lufengosaurus zusammen mit Yunnanosaurus als Arten der südafrikanischen Gattung Massospondylus anzusehen. Eine 2005 vorgenommene Neuuntersuchung des Schädels kam jedoch zu dem Ergebnis, dass Lufengosaurus eine eigenständige, von Massospondylus und Yunnanosaurus unterscheidbare Gattung ist.

## Paläobiologie
Wie alle Prosauropoden hatte auch Lufengosaurus längere Hinter- als Vorderbeine und war zumindest zeitweilig biped, insbesondere bei der Nahrungssuche. Er war ein Pflanzenfresser, hatte jedoch scharfe Krallen (mit einer wie bei allen Sauropodomorpha besonders großen Daumenkralle) und Zähne. Diese letztgenannten Charakteristika dienten in der Vergangenheit als Belege für die These Lufengosaurus wäre ein Allesfresser gewesen. Die scharfen Zähne bei Lufengosaurus und anderen Prosauropoden sind jedoch vergleichbar mit denen der Leguanartigen von heute, die sich von Pflanzen ernähren. Die scharfen Krallen wurden eventuell für Verteidigungszwecke benötigt oder waren hilfreich beim Abreißen von Laubwerk.

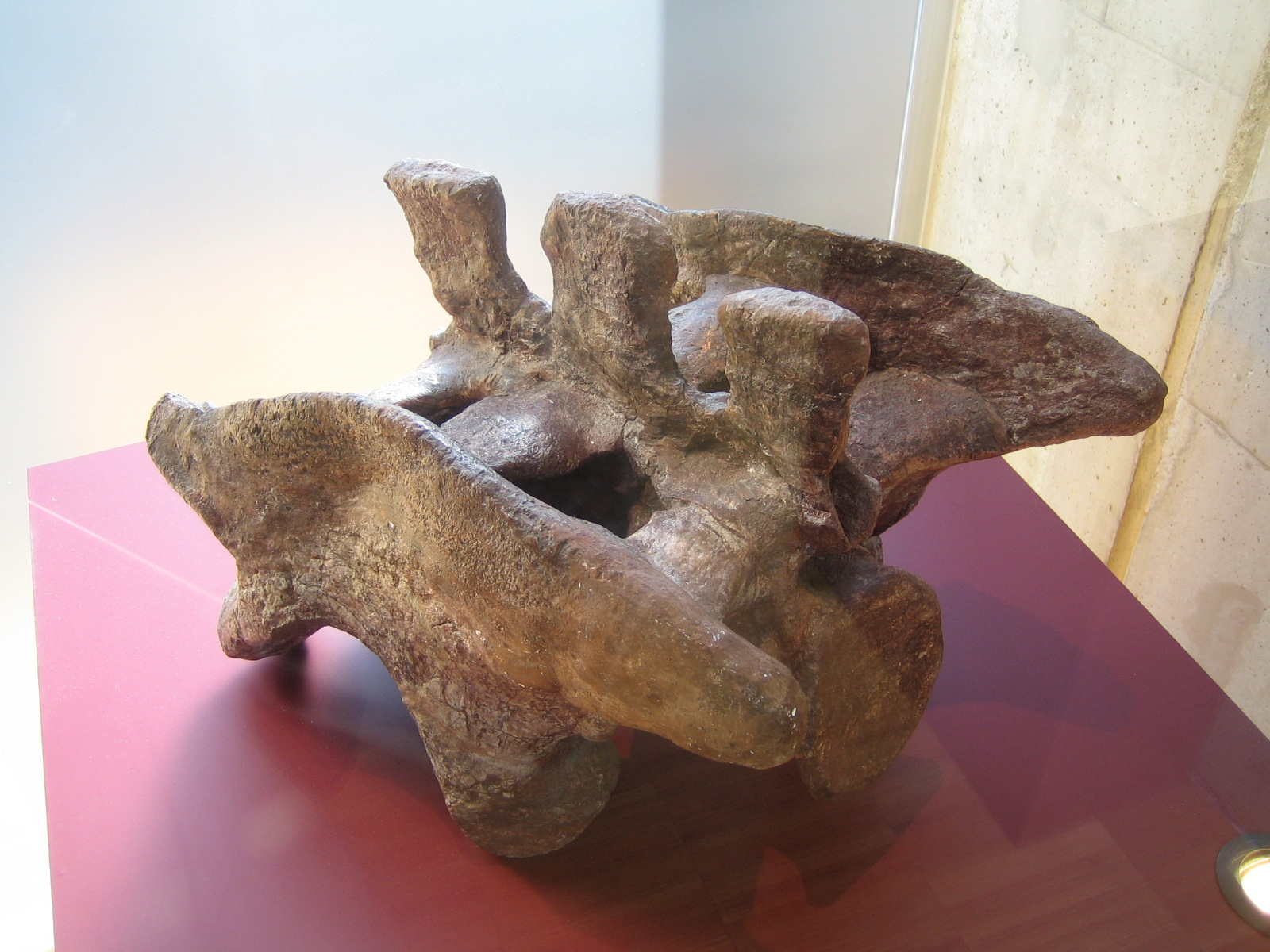
Becken von Lufengosaurus huenei im Cosmocaixa in Barcelona
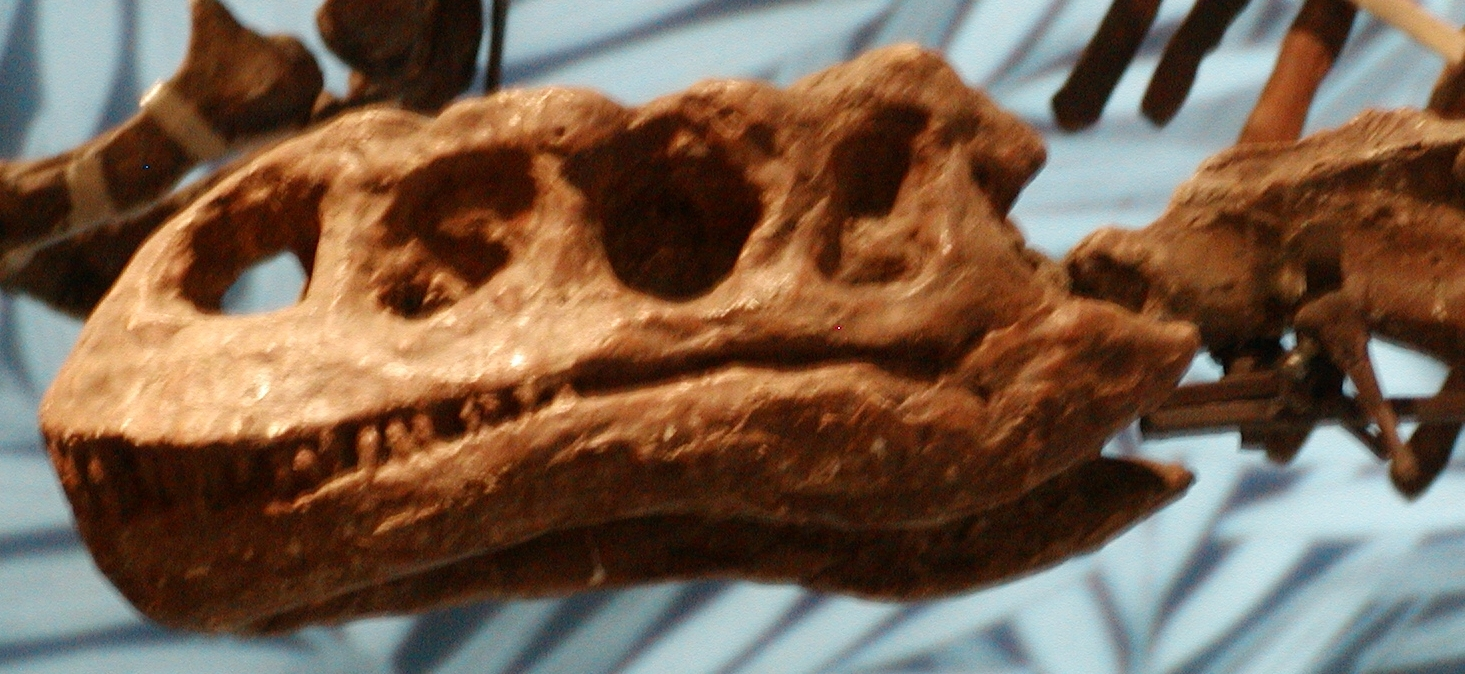
Lufengosaurus magnus-Schädel im Naturhistorischen Museum Peking.